# Sîn-aḫḫe-eriba

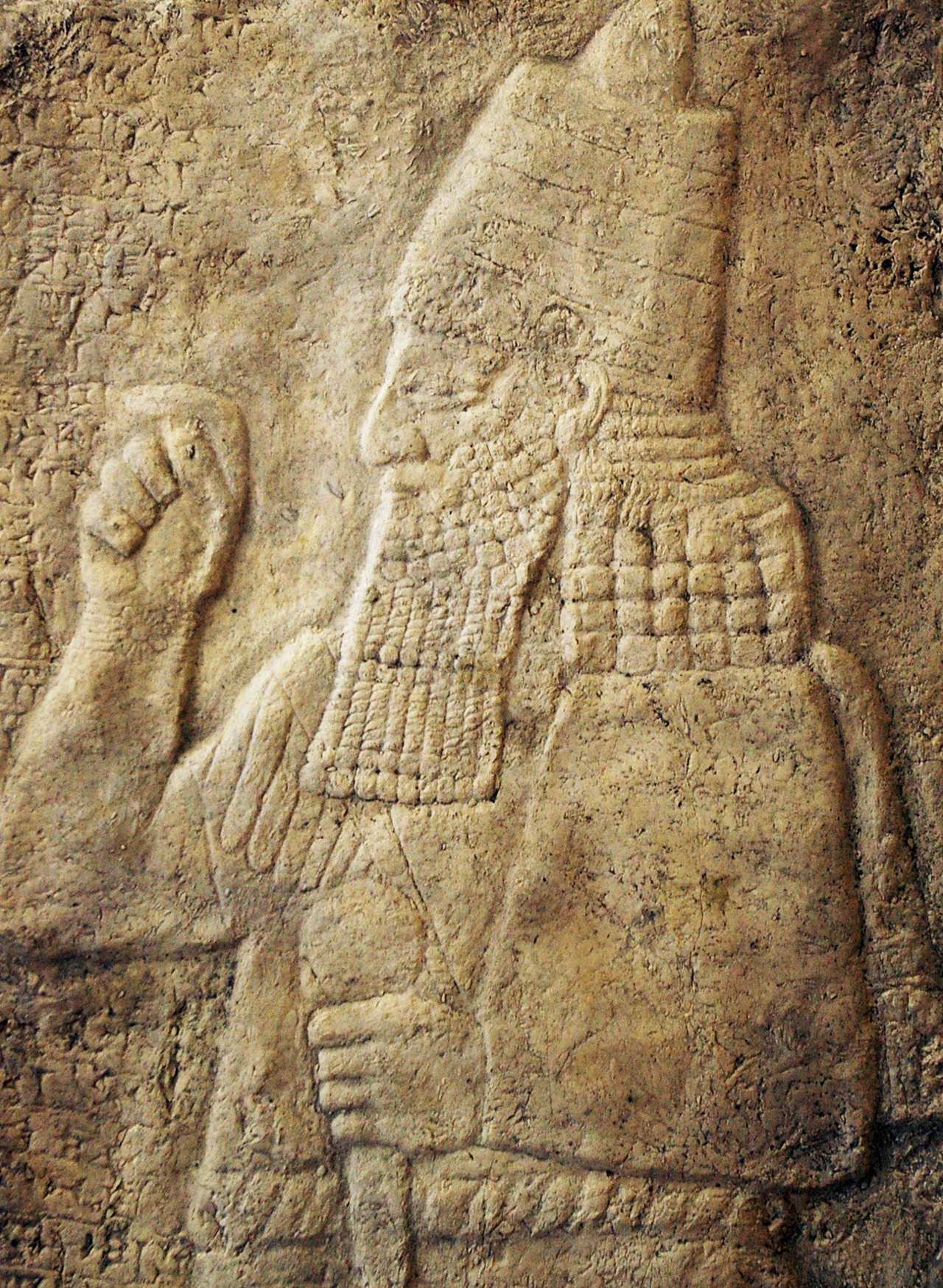
Abguss eines Felsreliefs von Sanherib am Fuße des Cudi Dağı in der Nähe von Cizre

Sin-ahhe-eriba (hebräisch Sanherib, neuassyrisches Akkadisch Sin-aḫḫe-eriba, Sin-achche-eriba; * etwa 745 v. Chr.; † 16. Januar 680 v. Chr.) war als Sohn Sargons II. von 705/704 bis 681/680 v. Chr. assyrischer König.

## Name
Sanheribs Name bedeutet „[Der Gott] Sin ersetzte mir die Brüder“. Es handelt sich um einen sogenannten Ersatznamen, der zum Ausdruck bringt, dass vor seiner Geburt Brüder gestorben sind, die der Gott durch seine Geburt ersetzt.
Die deutsche Namensform Sanherib ist aus dem Hebräischen der Bibel übernommen. Luther übertrug Sennacherib, angelehnt an die Wortform der Septuaginta als Σενναχηριμ (Sennacherim).

## Leben
Sanherib war unter anderem mit Naqia und Tašmetu-Šarrat verheiratet. Naqia war die Mutter des Thronfolgers Asarhaddon; für Tašmetu-Šarrat ließ Sanherib die Palastgärten in Ninive erbauen. Šaddītu ist als Tochter bezeugt.

### 3. Feldzug

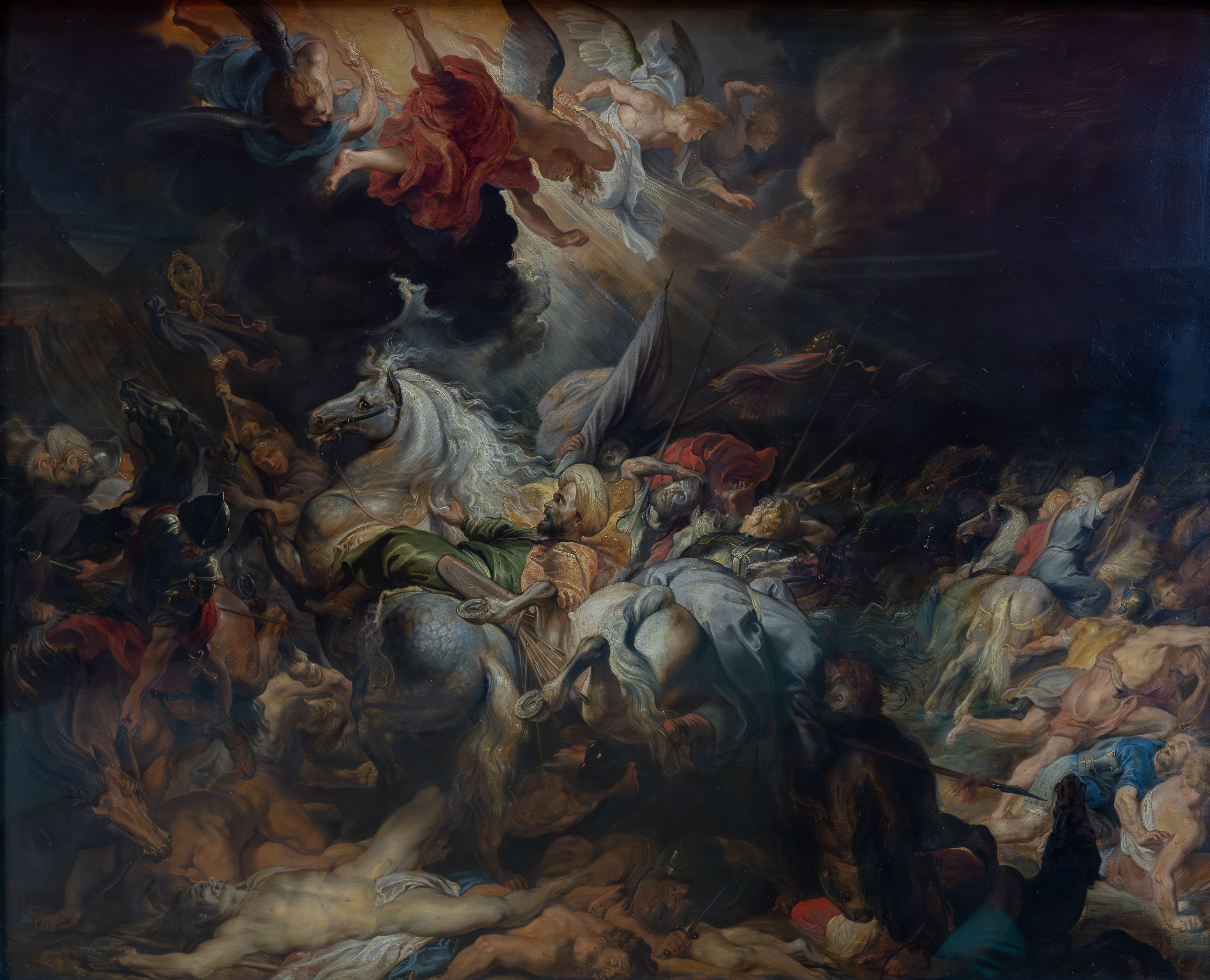
Niederlage Sanheribs vor Jerusalem (nach der Bibel), Peter Paul Rubens, 1. Hälfte 17. Jahrhundert

Nachdem er 703 v. Chr. in einem 1. Feldzug einen Aufstand der Babylonier unterdrückt und Marduk-apla-iddina II. vertrieben hatte, in einem 2. Feldzug gegen die Kassiten sein Reich erweitert und auch dem Königreich Ellipi Gebiete entrissen hatte, unternahm Sanherib im Jahr 702 v. Chr. seinen 3. Feldzug. Zunächst zog er nach Hatti (Syrien) und weiter Richtung Aram bzw. an die Küste in die Region von Sidon. König Luli aus Sidon hatte mit einigen Fürsten des Umlandes einen Aufstand gegen die assyrische Beherrschung gewagt, floh aber bei Ankunft von Sanherib. Die Herrschaft über Sidon wurde dann Tabal/Tubal übertragen. Die Könige Abdiliati (Arwad), Urumilki (Byblos), Mitinti (Aschdod), Pudu-ilu (Bit Ammana), Kamosch-Nadbi (Moab), Joram (Edom), Minechem (Samsimuruna) erneuerten das Bündnis mit Assyrien, ebenso die Könige des Landes Amurru. Zwei aufständische Länder hatten die Gegenwehr aber noch nicht aufgegeben: Askalon und Juda. Zuvor hatte Hiskija König Padi von Ekron gefangen genommen, der weiter den Bündnispartner Assyrien unterstützte. Nach dem Sieg über König Sideqa/Zideqa (Askalon) wurde Hiskija (Juda) gemäß Sanheribs Aussagen „gleich einem Vogel im Käfig in seiner Residenz Jerusalem (Ursalimmu) eingeschlossen“. Jerusalem wurde allerdings nicht eingenommen, auch sagt Sanherib nicht, dass sich Hiskija ergeben hätte.
Für das Königreich Juda war es eine folgenschwere Niederlage: Es erfolgte eine umfangreiche Deportation nach Assyrien von Mitgliedern des Königshauses, Teilen der Bevölkerung und des Viehbestandes. Als Beute wurden 30 Talente Gold und 300 Talente Silber aus Jerusalem nach Assyrien verschleppt (2 Kön 18,14-15 ). Außerdem wurden weite Teile des Landes Juda den Stadtstaaten Aschdod, Ekron und Gaza gegeben. Das Königreich Juda blieb nur noch in seinem Kernland (Region Jerusalem/Umland) bestehen. Padi wurde wieder in Ekron als König eingesetzt. In der Folgezeit wurde die Oberherrschaft Assyriens von Hiskija anerkannt und Tributzahlungen nach Ninive erbracht. Die von Assyrien erwähnten Kriegsgeräte wurden inzwischen bei archäologischen Ausgrabungen in der Region Lachisch entdeckt. In der Bibel (2. Könige 18–19) wird die Belagerung Jerusalems allerdings als Niederlage der Assyrer dargestellt, deren Armee durch einen Engel vernichtend dezimiert wurde.
Der biblische Bericht, der mit einer Unterstützung Hiskijas durch Taharqa in Verbindung gebracht wird, kann ebenso wenig bestätigt werden, wie die Mäuseplage im Bericht von Herodot sowie die Erwähnung des jüdischen Geschichtsschreibers Flavius Josephus, der in diesem Zusammenhang den Babylonier Berossos zitiert: Als nun Senacherib von dem Zuge gegen Ägypten nach Jerusalem zurückkehrte, fand er, dass die unter Rapsakes zurückgelassenen Truppen schwer an der Pest litten. In der ersten Nacht, da er gemeinsam mit diesen Truppen die Belagerung weiterführte, tötete die Seuche in seinem Heere hundertfünfundachtzigtausend Mann samt ihren Führern und Hauptleuten. Sanherib gewann in der Schlacht bei El-Theke und Tamna, nahm die ägyptischen Prinzen und die nubischen Wagenkämpfer gefangen. Herodot, wie auch Berossos, verwechselte in seiner Erzählung die Mäuseplage den ägyptischen Königsnamen Sethos mit Schabataka.

### 4. Feldzug
Um das Jahr 700 v. Chr. richtete sich Sanheribs 4. Feldzug gegen den chaldäischen Kleinstaat Bit Jakin am persischen Golf, bevor ihn der 5. Feldzug um das Jahr 697 v. Chr. in die Städte am Berg Nippur (östlich von Cizre am oberen Tigris) führte; danach wandte er sich gegen die Stadt Ukku im Grenzgebiet von Urartu, die zerstört und geplündert wurde.

### 5. Feldzug
696 v. Chr. ordnete Sanherib einen Feldzug gegen Kilikien an, über den seit 1909 sein eigener Bericht durch einen Keilschriftenfund vorliegt. Ferner blieben Bruchstücke der Darstellung des Berossos über dieses Ereignis überliefert, die über Alexander Polyhistor und Abydenos Eingang in die Chronik des Eusebius von Caesarea fand. Demnach fiel Kirua, der Machthaber der Stadt Illubru in Kilikien, von Assyrien ab und überzeugte die Einwohner von Ingirā (Anchiale) und Tarzu (Tarsos), sich ihm anzuschließen. Das von Sanherib geschickte Heer – er selbst zog nicht mit nach Kilikien – schlug die Rebellen in einer Gebirgsschlacht. Danach erstürmte die assyrische Armee rasch Ingirā und Tarzu, wohingegen das stark befestigte Illubru erst durch den Einsatz von Belagerungsmaschinen eingenommen werden konnte. Kirua wurde gefangen genommen, nach Ninive gebracht und dort exekutiert. Die Stadt Illubru wurde neu errichtet; in ihr mussten sich dann assyrische Kriegsgefangene niederlassen. Sanherib ließ dort auch einen Gedenkstein aus Alabaster mit einer seine Taten rühmenden Inschrift verfertigen, wie auch die Schilderungen des Alexander Polyhistor und Abydenos bei Eusebius hervorheben. Letztere erwähnen zusätzlich, dass es im Rahmen dieses Feldzugs auch zu einer militärischen Konfrontation zwischen griechischen und assyrischen Truppen gekommen sei. Nach Alexander Polyhistor habe es sich dabei um eine Landschlacht gehandelt, laut Abydenos hingegen um ein Seegefecht, an dem auf Seiten der Griechen ionische Schiffe teilgenommen hätten, die von den Assyrern in die Flucht geschlagen worden seien. Dieser auf Berossos zurückgehenden Angaben über eine griechische Beteiligung können durchaus eine historische Basis besitzen.

### 6. Feldzug
696 v. Chr. führte Sanherib seinen 6. Feldzug mit einer logistischen Meisterleistung durch. Mit in Ninive und Til Barsip gebauten Schiffen fuhr er stromabwärts zum persischen Golf, um von dort in einem schnellen Angriff Elam zu überraschen.

### Zerstörung der Stadt Babylon
Wahrscheinlich um die Araber von einer erneuten Hilfeleistung für den babylonischen König abzuhalten, zog Sanherib 690 v. Chr. gegen die im Wadi Sirhan regierende arabische Priesterkönigin Te’elhunu und den in späteren Urkunden als arabischer König bezeichneten Haza-il zu Felde. Dabei erbeuteten assyrische Truppen laut verschiedenen erhaltenen Keilschrifttexten Tausende Kamele, nahmen die auf der Flucht befindliche Te’elhunu gefangen und verschleppten sie nach Assyrien. Ferner eroberten sie die Festung Adummatu. 690 v. Chr. belagerten assyrische Verbände bereits auch Babylon. Der dortige König, Mušezib-Marduk, musste auf die mächtige Unterstützung des mit ihm verbündeten Herrschers Humban-numena von Elam verzichten, da dieser im Januar 689 v. Chr. einen Schlaganfall erlitt. Nach einjähriger Belagerung erstürmte ein assyrisches Heer im Herbst 689 v. Chr. Babylon. Mušezib-Marduk und seine Familie gerieten in Gefangenschaft und wurden nach Ninive abgeführt. Babylon, das als wichtigstes politischen und religiöses Zentrum Mesopotamiens galt, wurde auf Befehl Sanheribs nahezu vollständig zerstört, viele seiner Bewohner getötet, die Tempel und der Stufenturm Etemenanki niedergerissen und der dabei entstandene Schutt in den Kanälen versenkt. Dies bewirkte, dass die Kanäle über die Ufer traten und Überschwemmungen hervorriefen. Auch zahlreiche Götterstatuen wurden zerschlagen, einige von ihnen aber nach Assyrien mitgenommen. Sanherib wollte mit dieser drastischen Maßnahme den babylonischen Marduk-Kult beseitigen und einen neuen Kult in Aššur etablieren. Ob hinter dieser Bestrafungsaktion auch ein persönliches Rachemotiv zu suchen ist (Ermordung von Sanheribs Sohn Aššur-nadin-šumi im Jahr 694 v. Chr.), ist umstritten.

### Bauten
Unter Sanherib wurde Ninive im Norden von Mesopotamien zur Hauptstadt, er ließ die Stadt mit Kanälen, Tempeln und Palästen, von denen der am Tigris und Chosr gelegene Südpalast von den assyrischen Bauwerken das größte ist, ausstatten. Der Engländer Austen Henry Layard hat seinen „Palace without rivals“ („Palast ohnegleichen“) ausgegraben.

## Tod
Zum Tod von Sanherib am 16. Januar 680 v. Chr. liegen verschiedene antike Darstellungen vor:
- Sanherib wurde von zweien seiner Söhne ermordet: „Sie empörten sich … / Um die Königsherrschaft auszuüben, töteten sie Sanherib“ (Prisma B, III R15, Kol I, Zeile 45f).[12]
- „Am 20. Tebetu wurde Sanherib von seinem Sohn während einer Rebellion getötet. Er regierte Assyrien 24 Jahre. Die Rebellion setzte sich in Assyrien nach dem 20. Tebetu bis zum 2. Addaru fort. Am 18. Addaru folgte sein Sohn Asarhaddon auf den Thron.“[13]
- In der biblischen Erzählung wurde Sanherib von seinen Söhnen Adrammelech (= Urdu-Mullissu) und Sarezer ermordet; beide flohen nach der Tat nach Urartu.

Gesichert ist, dass der älteste Sohn Aššur-nadin-šumi (699–694 v. Chr.) im Jahr 681 v. Chr. nicht mehr lebte. Der zweitälteste Sohn ist mit Namen Urdu-Mullissu bekannt. Dass Asarhaddon an der Tötung beteiligt war, kann nicht gänzlich ausgeschlossen werden.